# Aosa parviflora
Aosa parviflora är en brännreveväxtart som först beskrevs av Dc., och fick sitt nu gällande namn av Weigend. Aosa parviflora ingår i släktet Aosa och familjen brännreveväxter. Inga underarter finns listade i Catalogue of Life.